# Senobasis lenkoi
Senobasis lenkoi là một loài ruồi trong họ Asilidae. Senobasis lenkoi được Papavero miêu tả năm 1975. Loài này phân bố ở vùng Tân nhiệt đới.